# Nathalie Luca
Pour les articles homonymes, voir Luca.
Nathalie Luca, née en 1966, est une anthropologue française habilitée à diriger des recherches au CNRS. Elle est directrice du Centre d'études en sciences sociales du religieux (CéSor) de l'EHESS et présidente de la section 38 « Anthropologie et étude comparative des sociétés contemporaines » du Comité national de la recherche scientifique au CNRS.
Elle a été membre du conseil d'orientation de la Mission interministérielle de vigilance et de lutte contre les dérives sectaires (Miviludes) de mars 2003 à novembre 2005, en tant que spécialiste des nouveaux mouvements religieux. Elle en a démissionné au motif qu'elle refusait d'être liée à un prévisible durcissement de la position de cet organisme du fait de la politique menée par son nouveau président Jean-Michel Roulet. Elle est contre l'établissement d'une liste de mouvements dits sectaires qui, selon elle, « est contre-productif : on stigmatise au lieu de protéger. Par la seule existence d'une liste, les gens ont l'impression d'être vaccinés contre les sectes. Ils sont en fait moins vigilants, et donc plus vulnérables. »